# Francesca di Foix
A Francesca di Foix Gaetano Donizetti egyfelvonásos operája (opera semiseria). A szövegkönyvet Domenico Gilardoni írta Jean-Nicolas Bouilly és Emanuel Mercier-Dupaty librettója alapján, amely Henri-Montan Berton Françoise de Foix című operája számára készült. A művet 1831. május 30-án mutatták be először a nápolyi Teatro di San Carlóban. Magyarországon még nem játszották.

## Szereplők
| Szereplő                             | Hangfekvés | Az ősbemutató szereposztása |
| ------------------------------------ | ---------- | --------------------------- |
| Francesca                            | szoprán    | Luigia Boccabadati          |
| A király                             | bariton    | Antonio Tamburini           |
| Edmondo                              | alt        | Marietta Gioia Tamburini    |
| A gróf                               | basszus    | Giovanni Campagnoli         |
| A herceg                             | tenor      | Lorenzo Bonfigli            |
| Lovagok, nyoszolyólányok, parasztok. |            |                             |

## Cselekménye
A francia király, a herceg és Edmondo, az apród összeesküvést terveznek a féltékeny gróf megleckéztetésére. A gróf ugyanis a világtól elzárva tartja fiatal feleségét, óvva a királyi udvar intrikáitól. Azt a hírt terjeszti, hogy az asszony nagyon beteg és nagyon csúnya, így nem mutatkozhat a nyilvánosság előtt. Egy csellel, az összeesküvőknek sikerül rávenniük a fiatal grófné, Francescát, hogy látogasson el az udvarva. A szintén az udvarban tartózkodó gróf meglepődik felesége láttán, de nem vesz tudomást róla, fél nehogy fény derüljön hazugságára. Ám amikor a király felajánlja Francesca kezét a lovagi torna győztesének, a gróf dühbe gurul. Bevallja hazugságát, a többiek pedig megfeddik túlzott féltékenysége miatt.